# 홋타 마사아쓰

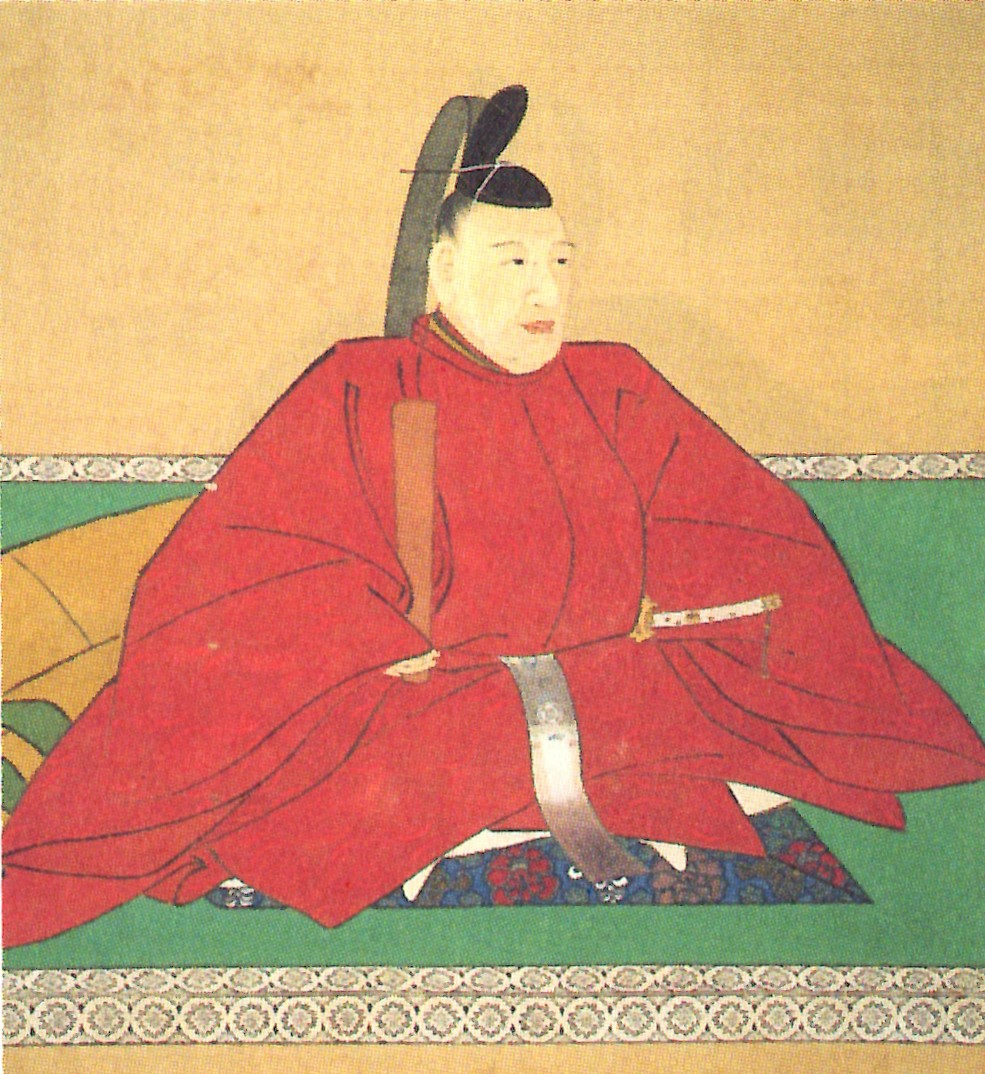
홋타 마사아쓰

홋타 마사아쓰(堀田正敦)는 에도 시대 중기의 다이묘로서 오미 가타타 번 제6대 번주, 시모쓰케 사노번 초대 번주를 지냈다. 에도 막부에선 와카도시요리를 맡았다. 사노 번 홋타 분가 제6대 당주. 친부는 센다이번주 다테 무네무라.
| 전임 홋타 마사토미 | 제6대 가타타 번 번주 (홋타가) 1787년 ~ 1787년 | 후임 폐번 |

| 전임 막부령(홋타 마사타카) | 제1대 사노번 번주 (홋타가, 재봉) 1787년 ~ 1832년 | 후임 홋타 마사히라 |